# Just a Little More Love
Just a Little More Love – pierwsza solowa płyta francuskiego DJ-a Davida Guetty wydana 10 czerwca 2002 roku, nakładem Virgin Records.

## Lista utworów
1. „Just a Little More Love” (Elektro edit) – 3:20
2. „Love Don't Let Me Go” (Original edit) (gośc. Chris Willis) – 3:36
3. „Give Me Something” (Vocal edit) (gośc. Barbara Tucker) – 5:44
4. „Can’t U Feel the Change” (gośc. Chris Willis) – 4:53
5. „It’s Allright (Preaching Paris)” (gośc. Barbara Tucker) – 3:49
6. „People Come People Go” (gośc. Chris Willis) – 3:19
7. „Sexy 17" (gośc. Juan Rozof) – 3:27
8. „Atomic Food” (gośc. Chris Willis) – 3:09
9. „133” – 3:41
10. „Distortion” (gośc. Chris Willis) – 3:11
11. „You Are the Music” (gośc. Chris Willis) – 5:58
12. „Lately” – 1:40
13. „Just a Little More Love” – 3:20

## Certyfikaty i sprzedaż
| Kraj           | Certyfikat     | Sprzedaż |
| -------------- | -------------- | -------- |
| Francja (SNEP) | 2x złota płyta | 200 000+ |